# HNJ M
Die vier Dampflokomotiven der Baureihe HNJ M wurden von der schwedischen Privatbahngesellschaft Halmstad–Nässjö Järnvägsaktiebolag (HNJ) 1922 in Deutschland beschafft. Sie waren für den Güterzug-Einsatz auf der Bahnstrecke Halmstad–Nässjö sowie auf dem erweiterten Streckennetz der HNJ vorgesehen.

## Geschichte
1922 konnte die HNJ vier moderne, dreizylindrige Güterzuglokomotiven mit Überhitzer mit den Fabriknummern 9.656 bis 9.659 von Hanomag kaufen. Mit diesen Lokomotiven übernahm die Gesellschaft die Beförderung der wichtigen Güterzüge auf der Strecke zwischen Halmstad und Nässjö, die zuvor von der älteren Baureihe HNJ H befördert wurden.
Während des Zweiten Weltkrieges erfolgte die Feuerung der Lokomotiven mit Torf.

## HNJ G10
1932 führte die HNJ neue Baureihenbezeichnungen ein. Im Zuge dieser Umzeichnung erhielten drei der vier Lokomotiven die neue Bezeichnung G10 39 bis 41.

## SJ E8
Im Rahmen der allgemeinen Eisenbahnverstaatlichung ging die HNJ mit allen Fahrzeugen am 1. Juli 1945 in Staatsbesitz über, die Betriebsführung übernahmen Statens Järnvägar. Dort wurden die Lokomotiven unter der Baureihe SJ E8 eingereiht und erhielten die Betriebsnummern E8 1754 bis 1756. Alle drei Lokomotiven wurden in Borås stationiert und waren dort bis etwa Ende der 1960er Jahre im Einsatz. E8 1754 blieb Bereitschaftslokomotive (schwedisch Beredskapslok). Die Verschrottung aller drei Lokomotiven erfolgte 1973.

## HNJ Ma
Die vierte Lok der Lieferserie, die M 38, wurde 1932 bei Nydqvist och Holm in Trollhättan in Anlehnung an die neu gelieferten Güterzugloks der Baureihe HNJ Mb zu einer Tenderlokomotive mit der Achsfolge 1' D 1' umgebaut, um diese auf der Bahnstrecke Vaggeryd–Jönköping besser einsetzen zu können. Bei der HNJ wurde für diese Lok kurzfristig die neue Baureihe HNJ Ma geschaffen.

## HNJ T10
In der Liste der neuen Baureihenbezeichnungen der HNJ erhielt diese HNJ Ma im gleichen Jahr die Bezeichnung T10 38.

## SJ N4 1773
Mit der Verstaatlichung der HNJ am 1. Juli 1945 ging die HNJ T10 38 in Staatsbesitz über und wurde als einzige Lok unter der Baureihe SJ N4 eingereiht, sie erhielt die Betriebsnummer 1773. Danach war die Lokomotive bis 1959 in Jönköping im Einsatz und wurde 1960 nach einer Abstellzeit nach Borås überstellt. Dort blieb sie bis 1970 im Einsatz, wurde erneut abgestellt und 1972 in Malmö verschrottet.